# 灰眼珠的男孩
《灰眼珠的男孩》（Les Égarés，又譯《迷路的人》）是2003年法国和英国摄制的一部影片，片长91分钟。安德烈·泰希內（André Téchiné）编剧、导演。剧本改编自吉尔斯·佩劳特（Gilles Perrault）的《灰眼珠的男孩》（Le Garçon aux yeux gris）。

## 简介
女教师奥迪勒的丈夫在几个月为国捐躯，1940年6月，成为寡妇的她带着两个孩子逃离巴黎，前往法国南部。但是，德国飞机的轰炸使他们的汽车着火。一个神秘的年轻男子救了他们，他有点不对劲，但很机智，他们住进了森林中被遗弃的大宅，但是平静能维持多久？ 

## 角色
- 艾曼纽·琵雅：奥迪勒
- 加斯帕德·尤利尔：伊万
- 格雷戈瓦·勒普兰斯-林盖：菲利普